# Paul Deem
Paul Thomas Deem (nascido em 16 de agosto de 1957) é um ex-ciclista olímpico estadunidense, natural da França. Representou os Estados Unidos nos Jogos Olímpicos de Verão de 1976 na prova de perseguição por equipes (4.000 m), em Montreal.